# Impacto dos escritos de Tolkien sobre a Terra Média

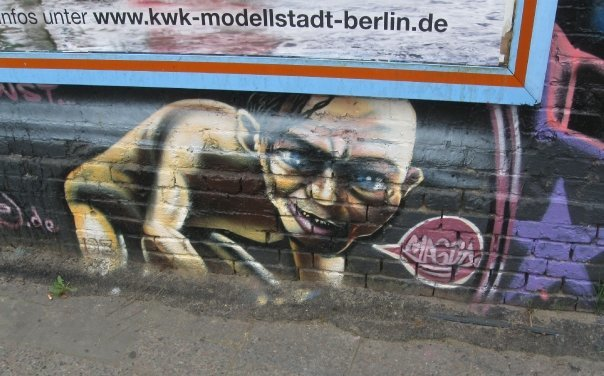
Gollum em arte de rua, Alemanha, 2008.

As obras de fantasia de J. R. R. Tolkien tiveram um enorme impacto popular. Seus livros sobre a Terra Média venderam centenas de milhões de cópias. O Senhor dos Anéis  transformou o gênero de fantasia. Ele e O Hobbit inspiraram os filmes da Terra Média de Peter Jackson, que arrecadaram bilhões de dólares em bilheteria. Os livros e filmes estimularam uma enorme atividade de fãs [en] em encontros como Tolkienmoot [en] e na internet, com grupos de discussão, arte de fãs e milhares de histórias de fanfiction de Tolkien [en]. Os Orcs, Trolls, Anães, Elfos, Magos e Hobbits da mitologia de Tolkien estão consolidados na cultura popular, como no jogo de RPG de mesa Dungeons & Dragons e em jogos eletrônicos da Terra Média. Personagens individuais, como Gollum, também se tornaram figuras populares conhecidas, aparecendo, por exemplo, em uma música do Led Zeppelin.

## Contexto

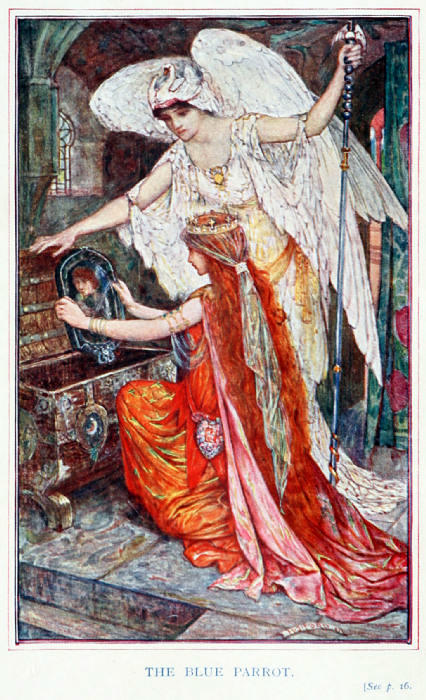
en: O Papagaio Azul por en, para The Olive Fairy Book de Andrew Lang, 1907.

J. R. R. Tolkien foi um autor inglês e filólogo especializado em línguas germânicas antigas, com foco em Inglês antigo, e passou grande parte de sua carreira como professor na Universidade de Oxford. Ele é mais conhecido por seus romances sobre a Terra Média, O Hobbit e O Senhor dos Anéis, e pelo publicado postumamente O Silmarillion, que apresenta uma narrativa mais mítica sobre eras anteriores. Católico fervoroso, ele descreveu O Senhor dos Anéis como "uma obra fundamentalmente religiosa e católica", rica em simbolismo cristão. Seus livros da Terra Média venderam centenas de milhões de cópias.

## Mídias

### Ficção de fantasia
O Senhor dos Anéis transformou o gênero de fantasia. Tolkien é considerado o "pai" da fantasia moderna. O autor e editor do Journal of the Fantastic in the Arts, Brian Attebery [en], escreve que a fantasia é definida "não por fronteiras, mas por um centro", que é O Senhor dos Anéis.
Muitos escritores de fantasia posteriores imitaram a obra de Tolkien ou escreveram em reação a ela. Uma das primeiras foi a série de romances Terramar [en] de Ursula K. Le Guin, iniciada em 1968, que usou arquétipos tolkinianos como magos, um príncipe deserdado, um anel mágico, uma busca e dragões. Seguiu-se uma corrida editorial. Autores de fantasia como Stephen R. Donaldson [en] e Philip Pullman criaram fantasias intencionalmente não-tolkinianas, Donaldson com um protagonista não amável e Pullman, crítico de O Senhor dos Anéis, com uma visão diferente sobre o propósito da vida.

### Obra de arte

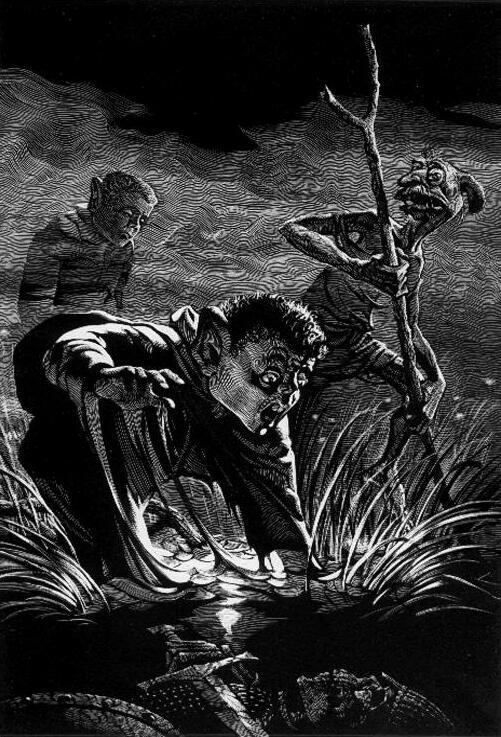
Frodo e Sam guiados por Gollum pelos Pântanos Mortos. Ilustração em xilogravura por en.

Desde a publicação de O Hobbit em 1937, artistas buscaram capturar aspectos dos romances de fantasia da Terra Média de Tolkien em pinturas e desenhos. Ele apreciava o trabalho de Cor Blok [en], Mary Fairburn [en], Margarida II da Dinamarca, e Ted Nasmith, mas não as ilustrações de Horus Engels [en] para a edição alemã de O Hobbit.
Após a morte de Tolkien em 1973, muitos artistas criaram ilustrações de personagens e paisagens da Terra Média, em mídias que vão desde as representações em xilogravura de Alexander Korotich [en], aos desenhos em estilo xilogravura de Margrethe II da Dinamarca, às representações em estilo de ícone ortodoxo russo de Sergey Yuhimov, e às pinturas a óleo neoclássicas de Donato Giancola. A trilogia de filmes de O Senhor dos Anéis (2001–2003) e, posteriormente, de O Hobbit de Peter Jackson, usou arte conceitual de John Howe e Alan Lee; as imagens resultantes da Terra Média e dos personagens da história influenciaram fortemente as representações subsequentes da obra de Tolkien. Jenny Dolfen [en] especializou-se em aquarelas de O Silmarillion, ganhando três prêmios da The Tolkien Society.

### Cinema
O Senhor dos Anéis e O Hobbit inspiraram os filmes da Terra Média [en] de Peter Jackson, que arrecadaram bilhões de dólares em bilheteria.

### Música

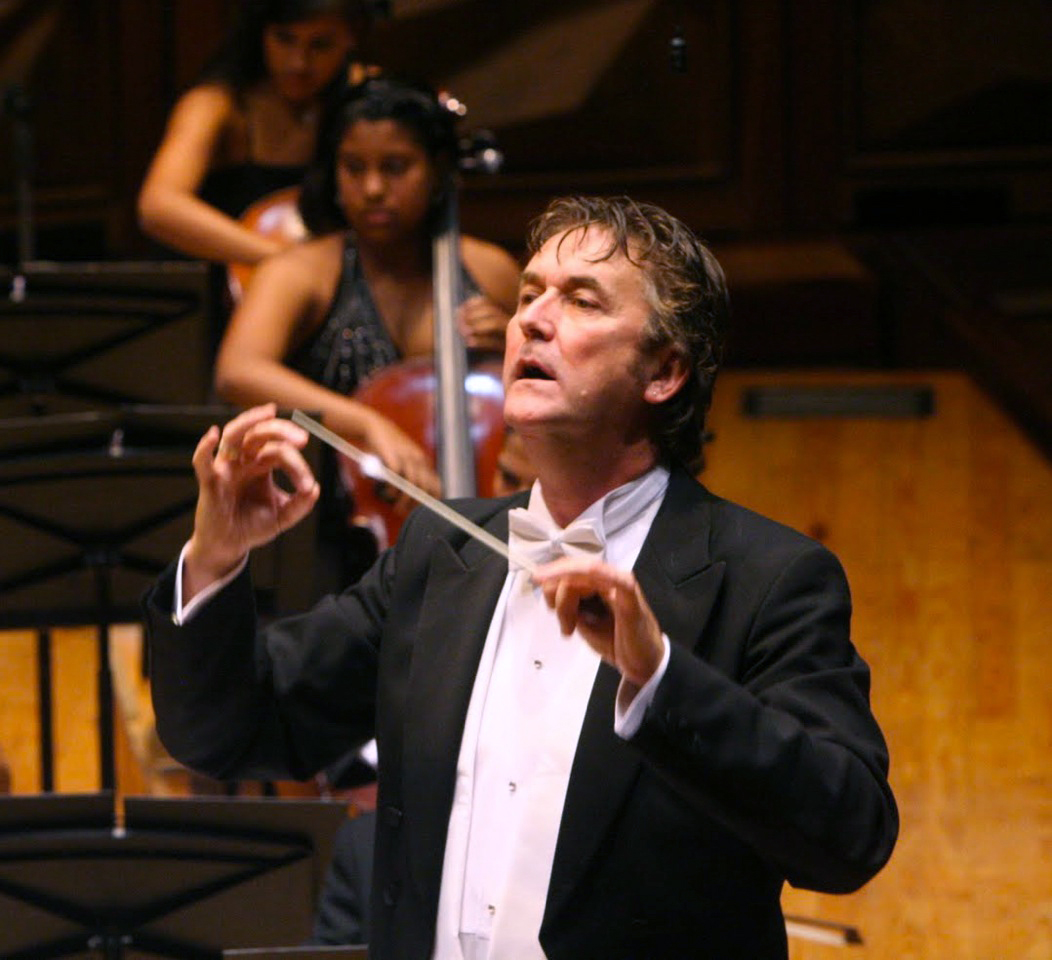
O compositor e trombonista holandês Johan de Meij criou sua primeira sinfonia, em cinco movimentos, intitulada O Senhor dos Anéis.

Um vasto conjunto de músicas foi criado com base nas obras de Tolkien, em uma ampla gama de gêneros, desde música clássica até vários tipos de música popular, incluindo jazz, blues, country, new age, heavy metal e psicodélica. O ciclo de canções de Donald Swann [en], The Road Goes Ever On (1967), musicou seis poemas de Tolkien. O grupo dinamarquês The Tolkien Ensemble [en] musicou todos os poemas de O Senhor dos Anéis [en], lançando-os em quatro CDs: An Evening in Rivendell [en] (1997), A Night in Rivendell [en] (2000), At Dawn in Rivendell [en] (2002) e (com Christopher Lee) Leaving Rivendell [en] (2005). Músicas clássicas inspiradas na Terra Média incluem a Sinfonia nº 1 O Senhor dos Anéis [en] de Johan de Meij [en] e a Sinfonia n.º 7 Os Sonhos de Gandalf de Aulis Sallinen [en]. Entre muitas obras de música popular que referenciam as obras de Tolkien está a canção do Led Zeppelin, "Ramble On", na qual Gollum e o Senhor do Escuro (Sauron) se envolvem em atividades surpreendentes.

### Jogos
Os Orcs, Trolls, Anães, Elfos, Magos e Hobbits (ou Meio-homens) da mitologia de Tolkien estão consolidados na cultura popular, como no jogo de RPG de mesa [en] Dungeons & Dragons e em jogos eletrônicos da Terra Média.

## Fandom

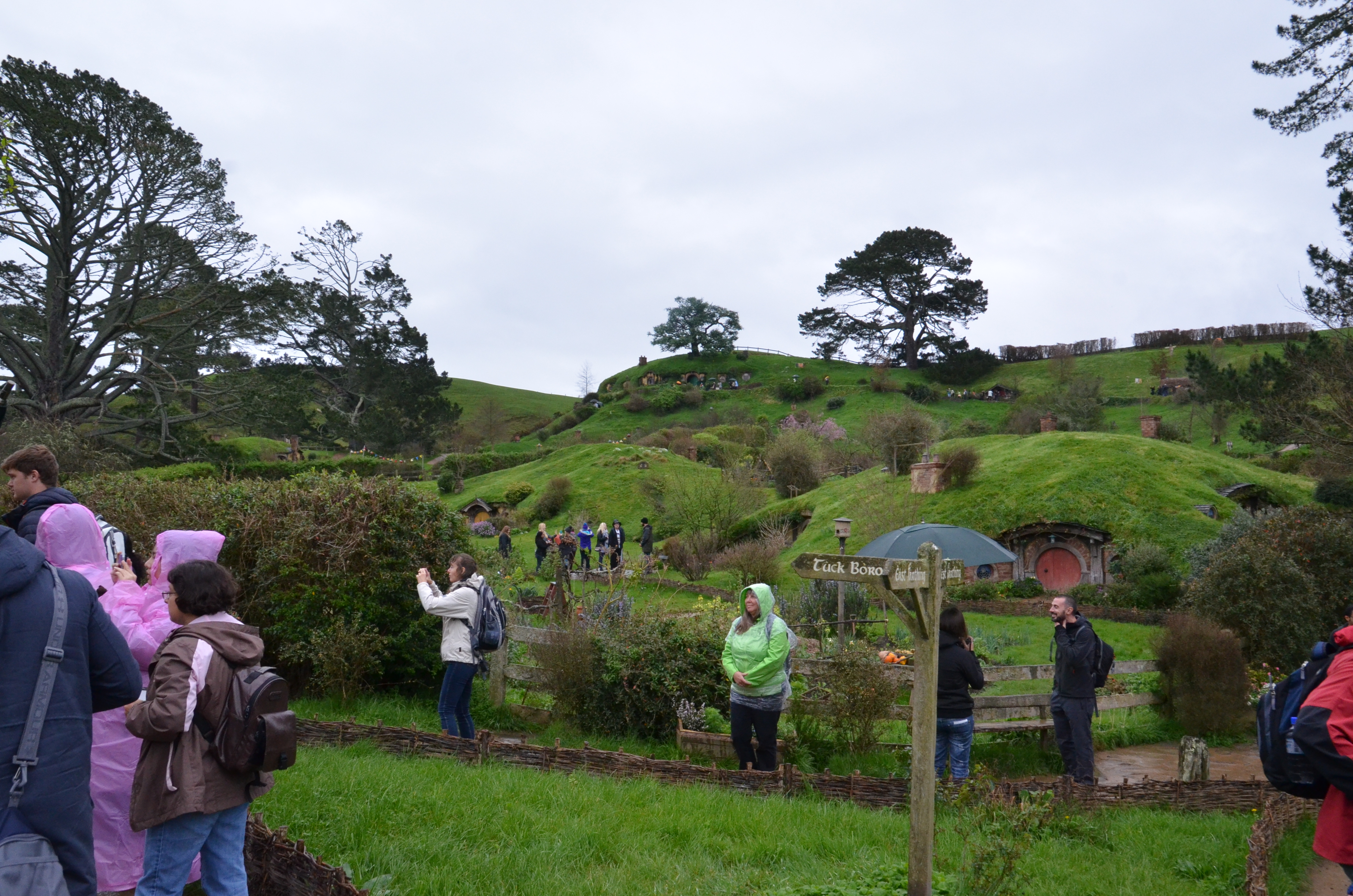
Turistas de Tolkien visitando o cenário de filmagem de Hobbiton na Nova Zelândia

Os livros de Tolkien e os filmes de Jackson estimularam uma enorme atividade de fãs em encontros como Tolkienmoot, em sociedades Tolkien em vários países e na internet, com grupos de discussão, arte de fãs e milhares de histórias de fanfiction de Tolkien. Personagens individuais, como Gollum, tornaram-se figuras populares conhecidas. O turismo de Tolkien tornou-se comercialmente importante, especialmente em locais de filmagem de Jackson na Nova Zelândia, como o cenário de filmagem de Hobbiton.

### Filmes de fãs
Filmes de fãs de Tolkien não podem ser lançados comercialmente devido aos direitos autorais, mas alguns filmes não comerciais com orçamentos modestos e bons padrões de produção foram disponibilizados na internet. Entre eles estão The Hunt for Gollum [en] de Chris Bouchard e Born of Hope [en] de Kate Madison [en].

### Arte de fãs

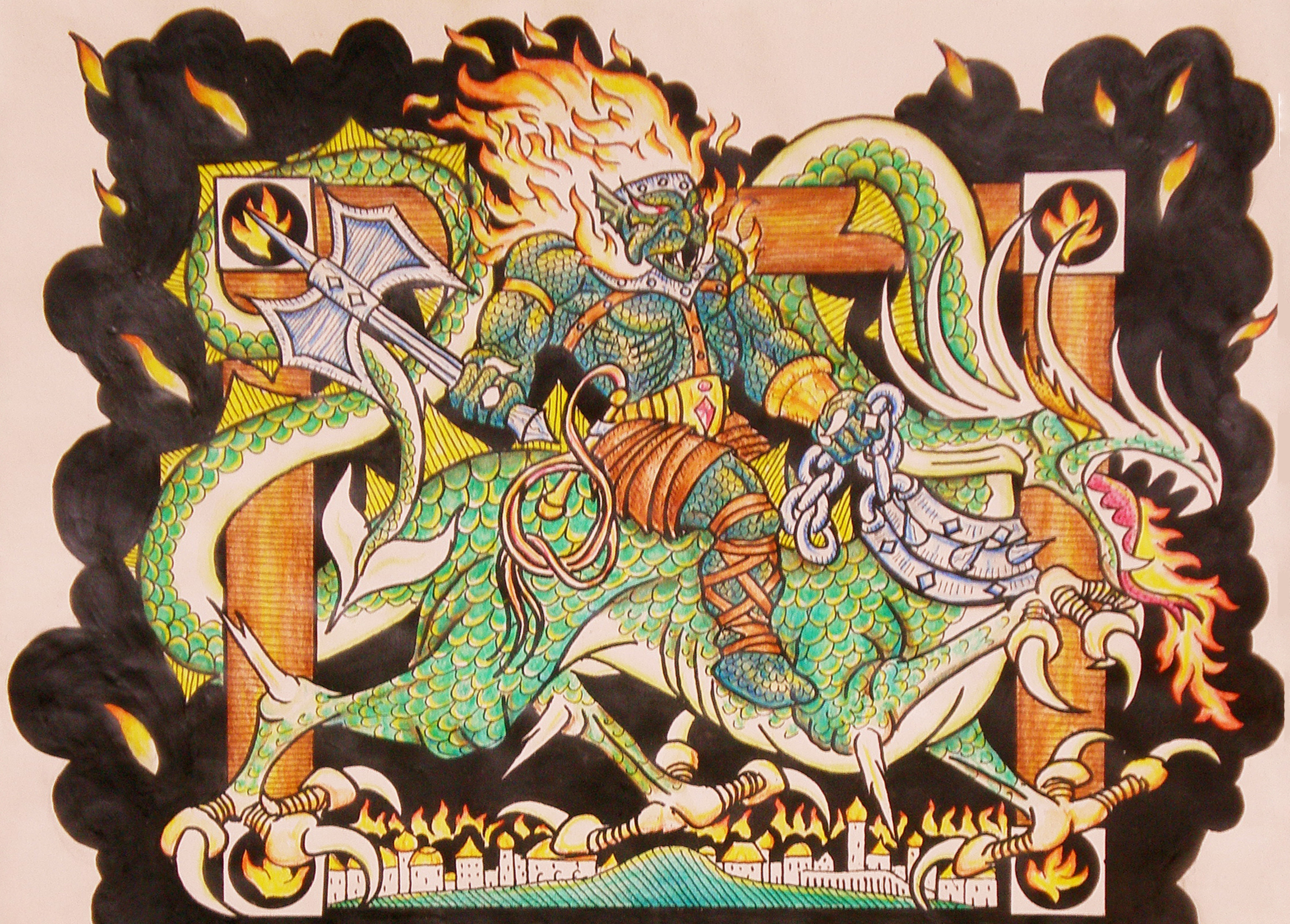
Gothmog, Senhor dos Balrogs, por Tom Loback

A arte de fãs de Tolkien consiste em obras temáticas da Terra Média criadas por fãs, em qualquer mídia, mas geralmente compartilhadas online em formato digital, tipicamente em sites especializados. A arte de fãs gera abundantes respostas de outros fãs, que podem ser agrupadas em elogios; discussões e desafios de interpretação em grupo; debates sobre relacionamentos (românticos); e referências ao texto original de Tolkien, como autoridade. As pessoas envolvidas nessas discussões quase sempre leram os livros da Terra Média de Tolkien. As obras podem retratar personagens conhecidos ou secundários, ou momentos dramáticos das história de Tolkien.

### Fanfiction
A fanfiction de Tolkien [en] é escrita de fantasia por fãs de Tolkien, geralmente mulheres, sobre algum aspecto da Terra Média, frequentemente compartilhada na internet; ela existe em quantidades enormes. Baseia-se nos livros de Tolkien ou em uma representação da Terra Média, especialmente os filmes de Peter Jackson. Alguns autores buscam preencher lacunas, como eventos na vida de personagens antes da ação principal descrita por Tolkien. Outros escrevem sobre a vida cotidiana de personagens secundários ou criam personagens em um cenário adequado da Terra Média. Os tipos de escrita resultantes incluem slash fiction homoerótica e várias vertentes de narrativas feministas.

## Pesquisa
Os primeiros comentários literários sobre as obras de fantasia de J. R. R. Tolkien, especialmente O Senhor dos Anéis, foram predominantemente hostis. No entanto, estudiosos como Paul H. Kocher [en] em 1972, Jane Chance [en] em 1979, Tom Shippey [en] em 1982 e Verlyn Flieger [en] em 1983 iniciaram um processo de reabilitação, que permitiu o desenvolvimento da disciplina de estudos sobre Tolkien.
O escopo da pesquisa sobre Tolkien abrange todos os aspectos de seus romances publicados, assim como o legendarium que permaneceu inédito até após sua morte, e as línguas construídas, especialmente as línguas élficas Quenya e Sindarin. Estudiosos de diversas disciplinas investigaram as origens linguísticas e literárias da Terra Média e debateram os temas de suas obras, abordando desde o cristianismo até o feminismo [en] e a questão da raça. Vários periódicos especializados publicam pesquisas sobre Tolkien.

## Cultura popular
Entre as obras de Tolkien, O Senhor dos Anéis teve um impacto profundo e amplo na cultura popular, especialmente durante as décadas de 1960 e 1970, quando jovens o adotaram como uma saga contracultural. A frase "Frodo Vive! [en]" tornou-se popular nessa época. As palavras "tolkieniano" e "tolkienesco" foram incorporadas ao Oxford English Dictionary, e muitos termos de sua fantasia, como "Hobbit", "Orc" e "Warg", antes pouco conhecidos, tornaram-se amplamente utilizados. Entre os efeitos estão numerosas paródias, especialmente Bored of the Rings [en] do Harvard Lampoon [en], que permanece em impressão contínua desde sua publicação em 1969 e foi traduzido para pelo menos 11 idiomas. Fora da exploração comercial de adaptações, desde o final dos anos 1960, houve uma crescente variedade de mercadorias licenciadas originais, com pôsteres e calendários criados por ilustradores [en] como Barbara Remington [en]. O Senhor dos Anéis foi eleito o melhor romance britânico de todos os tempos no The Big Read da BBC. Em 2015, a BBC classificou-o como o 26º na lista dos 100 maiores romances britânicos. Ele foi incluído na lista de "100 Livros do Século" do Le Monde.

### J. R. R. Tolkien
1. ↑  (Carpenter 2023, carta #142 para Robert Murray, 2 de dezembro de 1953)
2. ↑  (Carpenter 2023, carta #107 para Sir Stanley Unwin, 7 de dezembro de 1946)